# Corydalis spathulata
Corydalis spathulata är en vallmoväxtart som beskrevs av David Prain och William Grant Craib. Corydalis spathulata ingår i släktet nunneörter, och familjen vallmoväxter. Inga underarter finns listade i Catalogue of Life.